# Dima lijiangensis
Dima lijiangensis là một loài bọ cánh cứng trong họ Elateridae. Loài này được Schimmel & Cate miêu tả khoa học năm 1991.